# 山梨県道26号富士川南アルプス線
山梨県道26号富士川南アルプス線（やまなしけんどう26ごう ふじかわみなみアルプスせん）は、山梨県南巨摩郡富士川町から南アルプス市に至る県道（主要地方道）である。

## 概要
釜無川の流れに沿って駿州街道の一部を形成する路線である。国道140号との重複区間が存在する。

### 路線データ
- 起点：山梨県南巨摩郡富士川町長澤（山梨県道42号韮崎南アルプス富士川線交点）
- 終点：山梨県南アルプス市浅原（浅原橋西詰交差点、山梨県道12号韮崎南アルプス中央線・山梨県道118号南アルプス甲斐線交点）
- 延長：約4.5 km[要出典]

## 歴史
- 1993年（平成5年）5月11日 - 建設省から、県道増穂若草線が増穂若草線として主要地方道に指定される[1]。
- 2010年3月8日 - 路線名を富士川南アルプス線へ変更[2]（山梨県告示第70号）。

## 路線状況

### 重複区間
- 国道140号（南巨摩郡富士川町・坪川大橋南交差点 - 南アルプス市東南湖・三郡橋北交差点）

## 地理

### 通過する自治体
- 南巨摩郡富士川町
- 南アルプス市

### 交差する道路
- 山梨県道42号韮崎南アルプス富士川線（南巨摩郡富士川町長澤、起点）
- 国道52号 甲西道路・国道140号（南巨摩郡富士川町・坪川大橋南交差点）
- 国道140号（南アルプス市東南湖・三郡橋北交差点）
- 山梨県道105号一軒茶屋荊沢線（南アルプス市西南湖・東南湖交差点）
- 山梨県道12号韮崎南アルプス中央線・山梨県道118号南アルプス甲斐線（南アルプス市浅原・浅原橋西詰交差点、終点）

### 沿線にある施設など
- 中部横断自動車道増穂インターチェンジ
- ふれあい公園やまなみの湯
- クレッセ甲西